# Chionaema brunneistriga
Chionaema brunneistriga är en fjärilsart som beskrevs av Louis Beethoven Prout 1919. Chionaema brunneistriga ingår i släktet Chionaema och familjen björnspinnare. Inga underarter finns listade i Catalogue of Life.